# Kelly Moran
Kelly Michael Moran (ur. 21 września 1960 w Huntington Beach, zm. 4 kwietnia 2010 w Palm Desert) – amerykański żużlowiec.

## Życiorys

### Kariera sportowa
Na żużlowych torach Kelly największe sukcesy odnosił w latach osiemdziesiątych w dwudziestym wieku. W swym dorobku ma między innymi dwa złote medale drużynowych mistrzostw świata, gdzie był siedmiokrotnym finalistą. Kelly był trzy razy w finałach IMŚ i za każdym razem był czwarty. W swym debiucie w roku 1979 na Stadionie Śląskim w Chorzowie, gdy jako dziewiętnastolatek przegrał dopiero w wyścigu barażowym o brązowy medal z Anglikiem Michaelem Lee oraz w roku 1982 na torze amerykańskim Coliseum w Los Angeles i 1984 roku na stadionie Ullevi w Göteborgu. Był czterokrotnym finalistą MŚP.
Nigdy nie startował w ligach zagranicznych poza ligą brytyjską.

### Śmierć
Przebywał w kalifornijskim szpitalu w Indio, dokąd trafił pod koniec stycznia 2010 roku w stanie krytycznym i według lekarzy były przed nim już nie tyle dni, co tylko godziny życia z uwagi na fatalny stan zniszczonych płuc. Stan jego zdrowia stopniowo zaczął się poprawiać i po kilku dniach został wypisany z oddziału intensywnej terapii otrzymując własny pokój. Do 11 lutego 2010 przebywał w hospicjum Dom Odyssey w Palm Desert w Kalifornii, z którego został wypisany do domu. Później wrócił do hospicjum, gdzie zmarł w wyniku komplikacji z rozedmą płuc.

### Życie prywatne
Brat Shawna Morana, również żużlowca.

## Przynależność klubowa
Wielka Brytania
- Hull Vikings (1978–1979)
- Birmingham Brummies (1980)
- Eastbourne Eagles (1981–1982)
- Sheffield Tigers (1986–1988)
- Belle Vue Aces (1989–1992)
- Swindon Robins (1992)

## Osiągnięcia
Indywidualne mistrzostwa świata
- 1979 –  Chorzów – 4. miejsce – 11+2 pkt → wyniki
- 1982 –  Los Angeles – 4. miejsce – 11 pkt → wyniki
- 1984 –  Göteborg – 4. miejsce – 11 pkt → wyniki

Drużynowe mistrzostwa świata
- 1982 –  Londyn – 1. miejsce – 10 pkt → wyniki
- 1983 –  Vojens – 3. miejsce – 6 pkt → wyniki
- 1984 –  Leszno – 3. miejsce – 5 pkt → wyniki
- 1987 –  Fredericia,  Coventry,  Praga – 3. miejsce – 14 pkt → wyniki
- 1988 –  Long Beach – 2. miejsce – 5 pkt → wyniki
- 1989 –  Bradford – 4. miejsce – 6 pkt → wyniki
- 1990 –  Pardubice – 1. miejsce – 12 pkt → wyniki

Mistrzostwa świata par
- 1979 –  Vojens – 5. miejsce – nie startował w finale, bo doznał kontuzję tuż przed zawodami → wyniki
- 1986 –  Pocking – 2. miejsce – 23+4 pkt → wyniki
- 1987 –  Pardubice – 3. miejsce – 18 pkt → wyniki
- 1990 –  Landshut – 6. miejsce – 13 pkt → wyniki

Indywidualne mistrzostwa USA
- do uzupełnienia